# Miodio

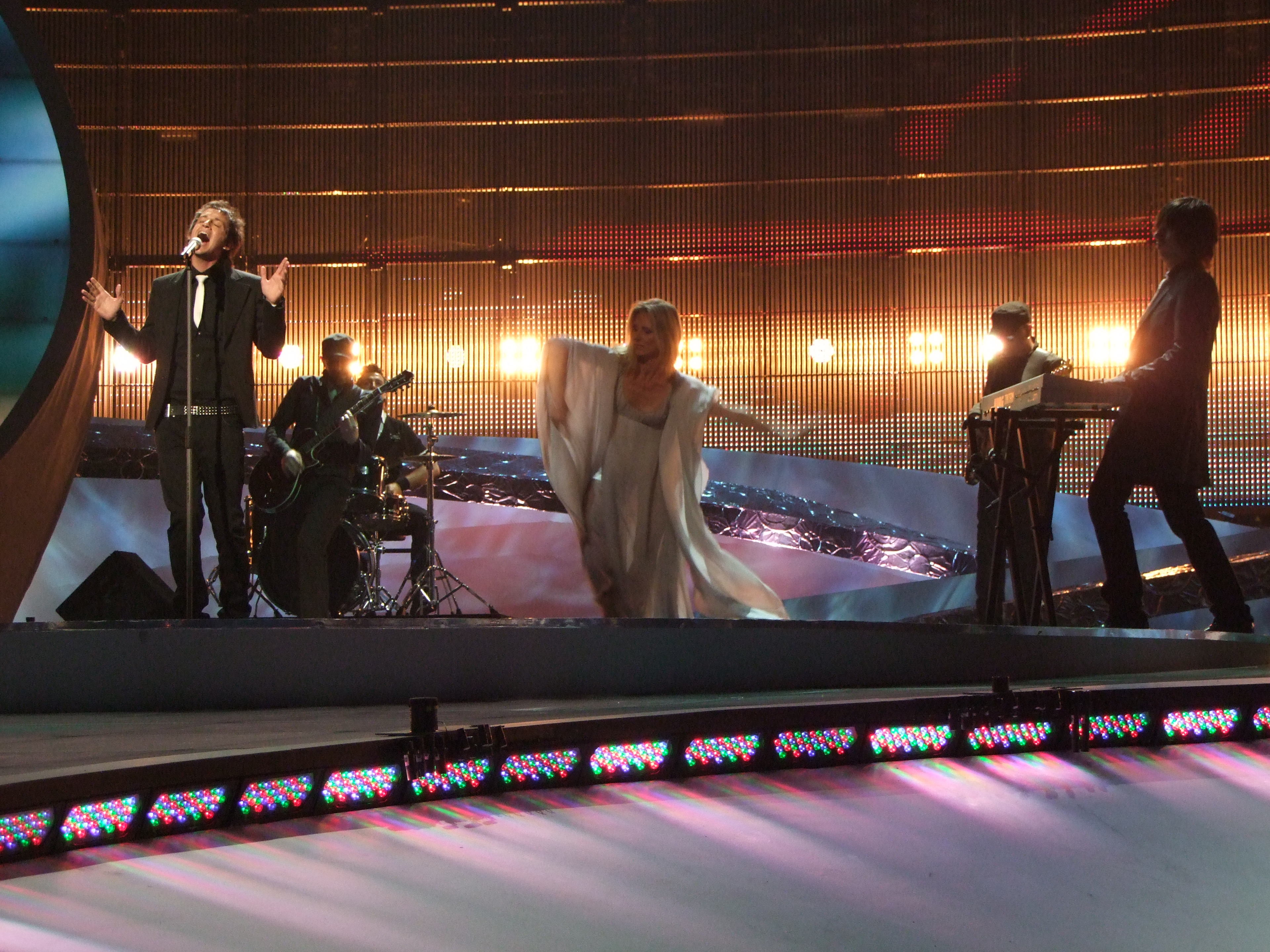
Miodio (2008)

Miodio (oder Mi Odio) ist eine italienische und san-marinesische Band, bestehend aus den Mitgliedern Nicola Della Valle (Gesang), Paola Macina (Gitarre), Andrea Marco Pollice, genannt „Polly“ (Bass und Programming), Francesco Sancisi (Keyboard und Programming) sowie Alessandro Gobbi (Schlagzeug). Die Band wurde 2002 gegründet. Drei der Bandmitglieder sind Italiener, die anderen beiden Sanmarinesen.

## Bandgeschichte
2006 nahmen Miodio ihre erste EP Miodio auf, die fünf Tracks enthielt und von dem Plattenlabel Acanto produziert wurde, das dem Produzenten und Komponisten Andrea Felli gehört. 2007 unterzeichneten sie einen exklusiven Vertrag mit dem Plattenlabel Opera Prima und veröffentlichten dort ihre erste Single It’s Ok, die auf über einhundert lokalen Radiosendern gespielt wurde. Der Song ist auch auf dem Soundtrack des Filmes Il Soffio dell’Anima enthalten. 
Miodio vertraten San Marino beim Eurovision Song Contest 2008 in Belgrad, Serbien, mit ihrem Song Complice. Es war die erste Teilnahme San Marinos bei dem Wettbewerb. Die Band wurde in einem nationalen Vorentscheid unter insgesamt 50 Bewerbern von einer siebenköpfigen Expertenjury ausgewählt, die der den Wettbewerb übertragende san-marinesische Fernsehsender SMRTV zusammengestellt hatte. Miodio erreichte im ersten Halbfinale des ESC am 20. Mai 2008 mit nur fünf Punkten den letzten Platz unter 19 Halbfinalsteilnehmern und konnte sich damit nicht für das am 24. Mai 2008 stattfindende Finale qualifizieren.

## Preise
Miodio gewannen das 17. San Marino Festival sowie den Preis „Viva Music“ und „Bester Originalsong“ beim Kunstfestival in Bologna 2006. Sie vertraten San Marino bei der 12. Biennale Junger Künstler in Europa in Neapel, wo die Band einen selbst produzierten und gedrehten 30-minütigen Kurzfilm zeigten, der die Anerkennung der Jury fand. 

## Diskografie

### Alben
- 2006: Miodio (EP mit fünf Titeln)

### Singles
- 2007: It’s OK
- 2008: Complice

## Trivia
Der Sänger Nicola Della Valle vergab beim Eurovision Song Contest 2011 die Punkte für San Marino.